# Блаженный, Вениамин Михайлович
Вениами́н Миха́йлович Блаже́нный (настоящая фамилия Айзенштадт, в публикациях 1980-х гг. Блаженных; 15 октября 1921, Копысь, Оршанский уезд, Витебская губерния — 31 июля 1999, Минск) — советский и белорусский поэт.

## Биография
После первого курса Витебского учительского института оказался в эвакуации (1941), работал учителем истории. В 1946 вернулся в Белоруссию, жил в Минске, работал переплётчиком, художником комбината бытовых услуг, фотографом-лаборантом в артели инвалидов. Переписывался с Борисом Пастернаком, Виктором Шкловским, Арсением Тарковским. Первые стихи датируются 1943; первая публикация в 1982; первая книга вышла в 1990.
Поэзия Блаженного уже в начале 90-х привлекла к себе наибольшее внимание своей религиозной заостренностью. Питаясь отчасти иудаистской традицией спора человека с Богом, отчасти традицией русского юродства, лирический субъект Блаженного ожесточённо упрекает Бога за страдания слабых и невинных (не только людей, но и животных):
Никому не прощаю обид,
Как бы ни был обидчик мой дик…
Если Бог мои зубы дробит,
Я скажу: «Ты не Бог, а бандит».
— и с той же страстью признаётся ему в любви:
Вот и стали мы оба с тобой, мой Господь, стариками,
Мы познали судьбу, мы в гробу побывали не раз
И устало садимся на тот же пастушеский камень,
И с тебя не свожу я, как прежде, восторженных глаз.
По публикациям рубежа 1990—2000-х становится ясно, что богоборчество Блаженного, его заступничество за всех малых тварей мира — не единственный стержень его поэзии: столь же властно на протяжении всего творческого пути звучит в его стихах эротическая тема. Поздние стихи Блаженного полны также откликов на волновавшие его явления русской поэзии и писательские судьбы, причём наряду с проникновенным обращениями к Марине Цветаевой и Фёдору Сологубу Блаженный высказывает интерес и к таким значительным, но почти не изданным авторам, как Леонид Аронзон. При общем предпочтении силлабо-тонического стихосложения Блаженный уже в 1940-е годы успешно обращался к верлибру, и его вклад в развитие русского верлибра представляется весьма значительным, хотя публикация ранних верлибров Блаженного оказалась задержана более чем на полвека.
Несмотря на неучастие в литературной жизни Беларуси (лишь за несколько месяцев до смерти Блаженный был приглашён в редакционный совет журнала «Немига литературная»), Вениамин Блаженный стал в 1990-е годы центральной фигурой в русской поэзии Беларуси, оказав влияние на ряд авторов, в том числе на наиболее заметного минского поэта 2000-х годов Дмитрия Строцева.
Умер в 1999 году. Похоронен в Минске на Восточном кладбище.

## Труды
- Возвращение к душе. — М.: Советский писатель, 1990.
- Слух сердца. — Минск, 1990.
- Сораспятье. — Минск: Итекс-олегран, 1995.
- Стихотворения. 1943—1997. — М.: РИК Русанова, «Арион», 1998.
- Скитальцы духа / сост. С. А. Аксенова-Штейнгруд, Я. З. Басин. — Минск: Четыре четверти, 2000.
- Моими очами: Стихи последних лет. — М.: АРГО-РИСК; Тверь: Колонна, 2005.
- Верлибры. — Мн.: Новые мехи, 2011.